# Filippo Salvatore Gilii
Filippo Salvatore Gilii span. Felipe Salvator Gilij (* 1721 in Norcia; † 1789 in Rom) war ein italienischer Jesuit, der im Vizekönigreich Neugranada am Orinoco im heutigen Venezuela wirkte. Gilii war aufgrund seiner Studien über die Natur der Sprachen eine anerkannte Figur der Sprachwissenschaft in Südamerika.

## Leben
Als Zwanzigjähriger trat er in den Jesuitenorden ein und wurde nach Abschluss seiner Studien nach Südamerika entsandt. Er war im Amazonasgebiet tätig und unternahm linguistische und ethnische Studien über verschiedene indigene Stämmen am Orinokoufer. Später ging er nach Bogotá, wo er acht Jahre lang lebte. 1767 musste er  nach Italien zurückkehren, da die spanische Regierung die Vertreibung der Jesuiten aus Amerika angeordnet hatte.
Filippo Salvatore Gilii starb 1789 in Rom.

## Werk
Aus Giliis Aufzeichnungen stammen die meisten unserer Informationen über die  Tamanaken. Er erkannte die Äquivalenz von Lauten, z. B. zwischen s : t͡ʃ : ʃ, in den Carib-Sprachen. Nach seinen Erkenntnissen gehörten zu den  Sprachen im Orinokogebiet neun „Wurzelsprachen“ oder Sprachfamilien. Er schlug eine der ersten Klassifizierungen südamerikanischer Sprachfamilien vor.
1. Carib
2. Saliva
3. Maipure
4. Otomaca & Taparita (Otomaco)
5. Guama & Quaquáro (Guamo)
6. Guahibo
7. Yaruro
8. Guaraúno (Warao)
9. Aruáco